# Elis Manolova
Elis Manolova (en búlgaro: Элис Манолова; 17 de enero de 1996) es una deportista azerbaiyana de origen búlgara que compite en lucha libre.
Ganó una medalla de bronce en el Campeonato Mundial de Lucha de 2019 y cinco medallas en el Campeonato Europeo de Lucha entre los años 2018 y 2024.

## Palmarés internacional
| Campeonato Mundial | Campeonato Mundial     | Campeonato Mundial | Campeonato Mundial |
| Año                | Lugar                  | Medalla            | Categoría          |
| ------------------ | ---------------------- | ------------------ | ------------------ |
| 2019               | Nursultán (Kazajistán) | Medalla de bronce  | 65 kg              |
| Campeonato Europeo |                        |                    |                    |
| Año                | Lugar                  | Medalla            | Categoría          |
| 2018               | Kaspisk (Rusia)        | Medalla de plata   | 65 kg              |
| 2019               | Bucarest (Rumania)     | Medalla de oro     | 65 kg              |
| 2020               | Roma (Italia)          | Medalla de plata   | 65 kg              |
| 2022               | Budapest (Hungría)     | Medalla de plata   | 65 kg              |
| 2024               | Bucarest (Rumania)     | Medalla de bronce  | 65 kg              |